# Lindbergella
Lindbergella là một chi thực vật có hoa trong họ Hòa thảo (Poaceae).

## Loài
Chi Lindbergella gồm các loài: